# Saint-Flour, Puy-de-Dôme

Saint-Flour este o comună în departamentul Puy-de-Dôme, Franța. În 1 ianuarie 2022 avea o populație de 272 de locuitori.